# Варшавська (станція метро)
55°39′12″ пн. ш. 37°37′10″ сх. д. / 55.65333° пн. ш. 37.61944° сх. д.
«Варшавська» (рос. Варшавская) — станція Великої кільцевої лінії Московського метрополітену, колишня західна кінцева Каховської лінії, нині скасованої. Розташована між кінцевими станціями «Каширська» і «Каховська».
Станція відкрита 11 серпня 1969 року у складі черги Замоскворіцької лінії «Автозаводська» - «Каховська». З 1985 року лінія працювала в режимі вилочного руху, а з 1995 року виділена в окрему Каховську лінію. Закрита 26 жовтня 2019 року.
Знову відкрита 1 березня 2023 року у складі черги «Каховська» - «Нижньогородська».
Розташована під рогом Варшавського шосе з Чонгарським бульваром. Названа по Варшавському шосе.

## Вестибюлі й пересадки
На станції два підземних вестибюлі. До західного вестибюля веде однонитковий ескалатор, що працює тільки на підйом пасажирів, і сходи, до східного вестибюля ведуть тільки сходи. Із західного вестибюля два виходи ведуть з підземного переходу на дві сторони Чонгарського бульвару, зі східного вестибюля виходи ведуть на Варшавське шосе, в торговий центр, а також на обидві платформи залізничної станції Коломенське Павелецького напрямку і на Каширський проїзд.

## Технічна характеристика
Конструкція станції — колонна трипрогінна мілкого закладення. Станція побудована за стандартним проектом: 2 ряди по 40 колон, крок колон — 4 метри. Глибина закладення — 9 метрів.

## Оздоблення
Колійні стіни оздоблені білою з блакитним відливом керамічною плиткою, а також кованими зображеннями Варшави. Чотирикутні, що розширюються догори колони оздоблені сіро-жовтим мармуром з блакитними вкрапленнями. Покриття підлоги — сірий граніт. Світильники приховані в ребристій кесонованній стелі.

## Колійний розвиток
За станцією (в бік «Каховської») від обох колій лінії відходять сполучні гілки в депо «Замоскворіцьке». На час закриття станції «Каховська» оборот поїздів здійснювався на території депо. Після закриття «Варшавської» для знімання і видачі потягів на Замоскворіцьку лінію з депо ТЧ-7 «Замоскворіцьке» використовується ССГ і першу головну колію станції.